# 헬리오클레스 1세

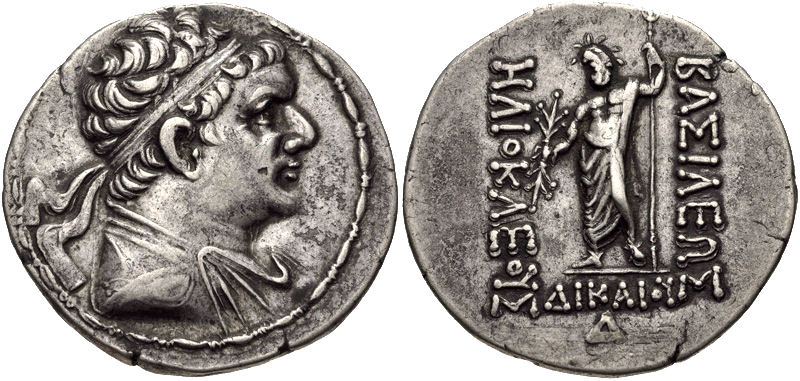
헬리오클레스 1세 (기원전 145년-기원전 130년)의 은제 테트라드라크몬
앞면: 헬리오클레스의 흉상
뒷면: 벼락과 홀을 쥔체 서있는 제우스. 그리스어 명각: ΒΑΣΙΛΕΩΣ ΔΙΚΑΙΟΥ ΗΛΙΟΚΛΕΟΥΣ (BASILEOS DIKAIOU HELIOKLEOUS) "공정한 왕 헬리오클레스 1세".

헬리오클레스(그리스어: Ἡλιοκλῆς; 재임 기원전 145년–기원전 130년)는 에우크라티데스의 혈육 (아들 또는 형제)이자 후임자인 그리스-박트리아 왕국의 왕이며, 박트리아 일대를 통치한 마지막 그리스인 왕일 것이다. 그의 통치 시기는 힘겨운 시기였는데, 로마의 역사가 유니아누스 유스티누스에 의하면, 에우크라티데스가 아들과 공동 통치자에게 살해당했다고 하는데, 그는 이 가해자의 이름을 대지는 못 했다. 부친 살해는 나라를 불안정, 심하게는 내전으로 이끌었을 것이며, 인도-그리스의 왕 메난드로스 1세에게 인도 지역을, 월지에게 남부 박트리아를 상실하는 결과를 야기했다.
| 이전 에우크라키데스 | 그리스-박트리아 왕 (동부 박트리아) 기원전 145년 – 기원전 130년 | 이후 조일로스 1세 |